# Vion, Sarthe
Vion là một xã trong tỉnh Sarthe ở tây bắc nước Pháp. Xã này nằm ở khu vực có độ cao từ 40-70 mét trên mực nước biển.